# Actias maasseni
Actias maasseni är en fjärilsart som beskrevs av Kirby 1892. Actias maasseni ingår i släktet månspinnare, och familjen påfågelspinnare. Inga underarter finns listade i Catalogue of Life.